# ТЕС Бернбург Алкалі
51°48′9.1″ пн. ш. 11°45′5.8″ сх. д. / 51.802528° пн. ш. 11.751611° сх. д.
ТЕС Бернбург Алкалі — теплова електростанція в Німеччині у федеральній землі Саксонія-Ангальт, споруджена на основі технології комбінованого парогазового циклу.
Майданчик станції знаходиться на південь від Магдебургу на території хімічного комбінату концерну Solvay. Останній уклав угоду з енергетичною компанією Envia стосовно спорудження та експлуатації ТЕЦ, яка, окрім виробництва електроенергії, постачала б необхідну у виробничому циклі теплову енергію. Введена в експлуатацію у 1994 році, ТЕС складається з одного енергоблоку, у складі якого встановлено дві газові турбіни компанії Siemens V64.3 потужністю по 62 МВт та парова турбіна. Вони забезпечують загальну електричну потужність блоку на рівні 144 МВт.
Котел утилізатор, окрім обслуговування газових турбін, має можливість використання зовнішнього джерела енергії. Завдяки цьому теплова потужність станції досягає 232 МВт. Загальна паливна ефективність блоку при роботі у теплофікаційному режимі становить 85 %.